# Medovarce
Medovarce (deutsch Medowaritz, ungarisch Méznevelő) ist eine Gemeinde in der Mitte der Slowakei mit 218 Einwohnern (Stand 31. Dezember 2024), die im Okres Krupina, einem Kreis des Banskobystrický kraj, liegt.

## Geographie

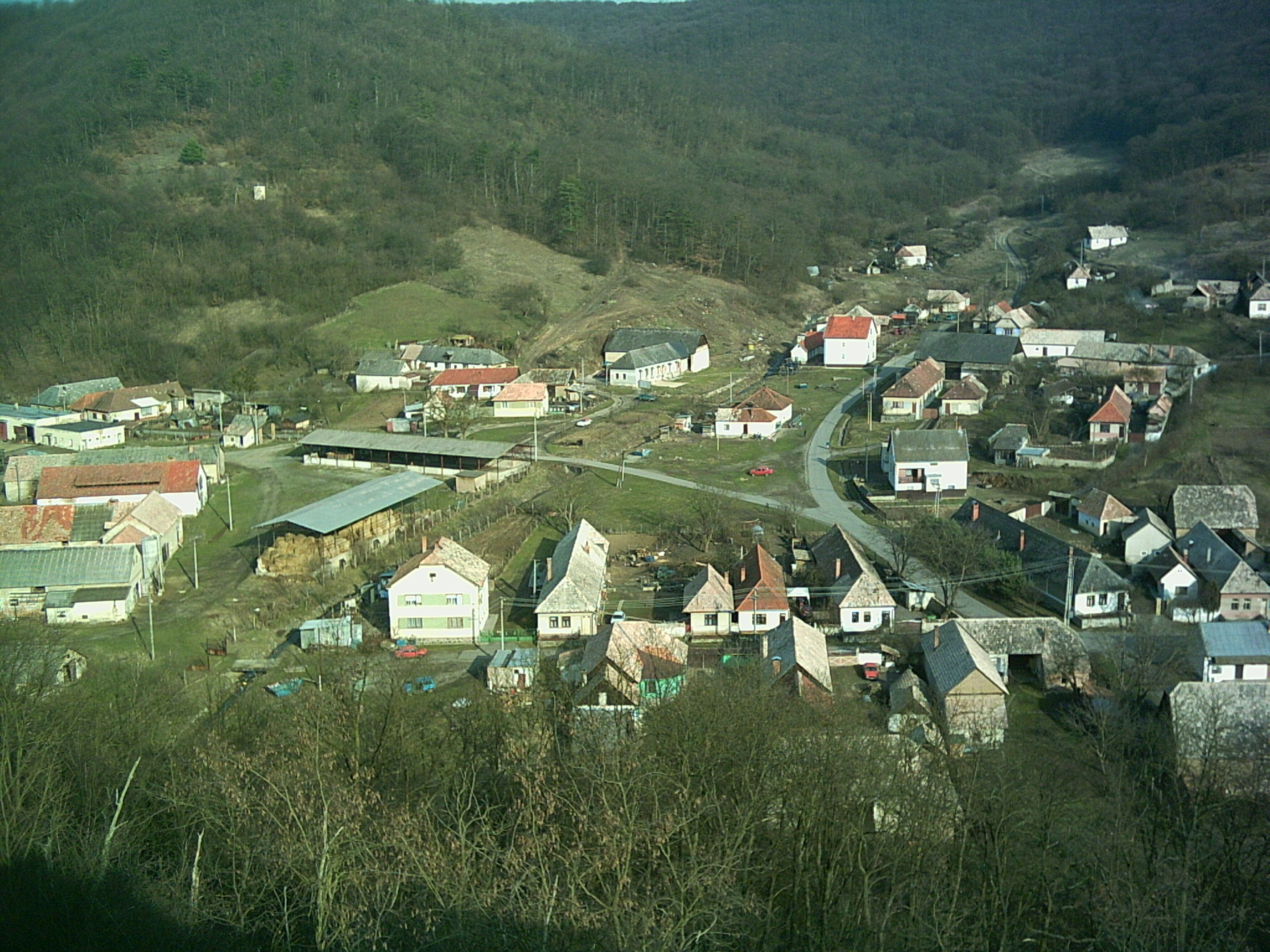
Medovarce

Die Gemeinde befindet sich im südwestlichen Teil der Hochebene Krupinská planina am linken Ufer der Krupinica. Das Ortszentrum liegt auf einer Höhe von 205 m n.m. und ist 19 Kilometer von Krupina entfernt (Straßenentfernung).
Nachbargemeinden sind Uňatín im Norden, Selce im Nordosten und Osten, Drienovo im Südosten, Rykynčice (Ortsteil Horné Rykynčice) im Süden, Hontianske Tesáre im Südwesten sowie Domaníky im Westen und Nordwesten.

## Geschichte
Medovarce wurde zum ersten Mal 1156 als Neuelen schriftlich erwähnt und war im Jahr 1302 Besitz von Lontó Szügyi András, zu einem späteren Zeitpunkt folgte Miklós Dersfi und im 16. Jahrhundert die Herrschaft der Burg Čabraď. Noch im 16. Jahrhundert wurde der Ort von den Türken zerstört. Im 1715 gab es eine Mühle und 22 Haushalte, 1720 schon 39 Haushalte, 1828 zählte man 68 Häuser und 410 Einwohner, die als Imker, Landwirte und Winzer beschäftigt waren.
Bis 1918 gehörte der im Komitat Hont liegende Ort zum Königreich Ungarn und kam danach zur Tschechoslowakei beziehungsweise heute Slowakei. In der ersten tschechoslowakischen Republik stellten die Einwohner neben der Landwirtschaft verschiedene Holzerzeugnisse her, während andere im Ausland Arbeit suchen mussten.

## Bevölkerung
| Jahr                | 1994 | 2004   | 2014    | 2024    |
| ------------------- | ---- | ------ | ------- | ------- |
| Anzahl der Personen | 250  | 247    | 238     | 218     |
| Unterschied         |      | −1,2 % | −3,64 % | −8,40 % |

| Jahr                | 2023 | 2024    |
| ------------------- | ---- | ------- |
| Anzahl der Personen | 216  | 218     |
| Unterschied         |      | +0,92 % |

Nach der Volkszählung 2011 wohnten in Medovarce 254 Einwohner, davon 246 Slowaken, fünf Roma und ein Tscheche. Zwei Einwohner machten keine Angabe zur Ethnie.
189 Einwohner bekannten sich zur römisch-katholischen Kirche und 50 Einwohner zur Evangelischen Kirche A. B. 10 Einwohner waren konfessionslos und bei fünf Einwohnern wurde die Konfession nicht ermittelt.

## Bauwerke
- evangelische Kirche aus dem Jahr 1836 (nach einigen Quellen 1832)[6]